# Omidenepag
Omidenepag, vendido sob a marca Eybelis, entre outras, é um medicamento usado para tratar a hipertensão ocular, incluindo o glaucoma. É usado como colírio.
Os efeitos secundários comuns incluem sensibilidade à luz, visão turva, vermelhidão nos olhos, dor de cabeça e dor nos olhos. Outros efeitos secundários podem incluir alterações nas pestanas e edema macular. É um ativador de recetor de prostaglandina E2 (EP2) relativamente seletivo.